# Les Ballets Trockadero de Monte Carlo

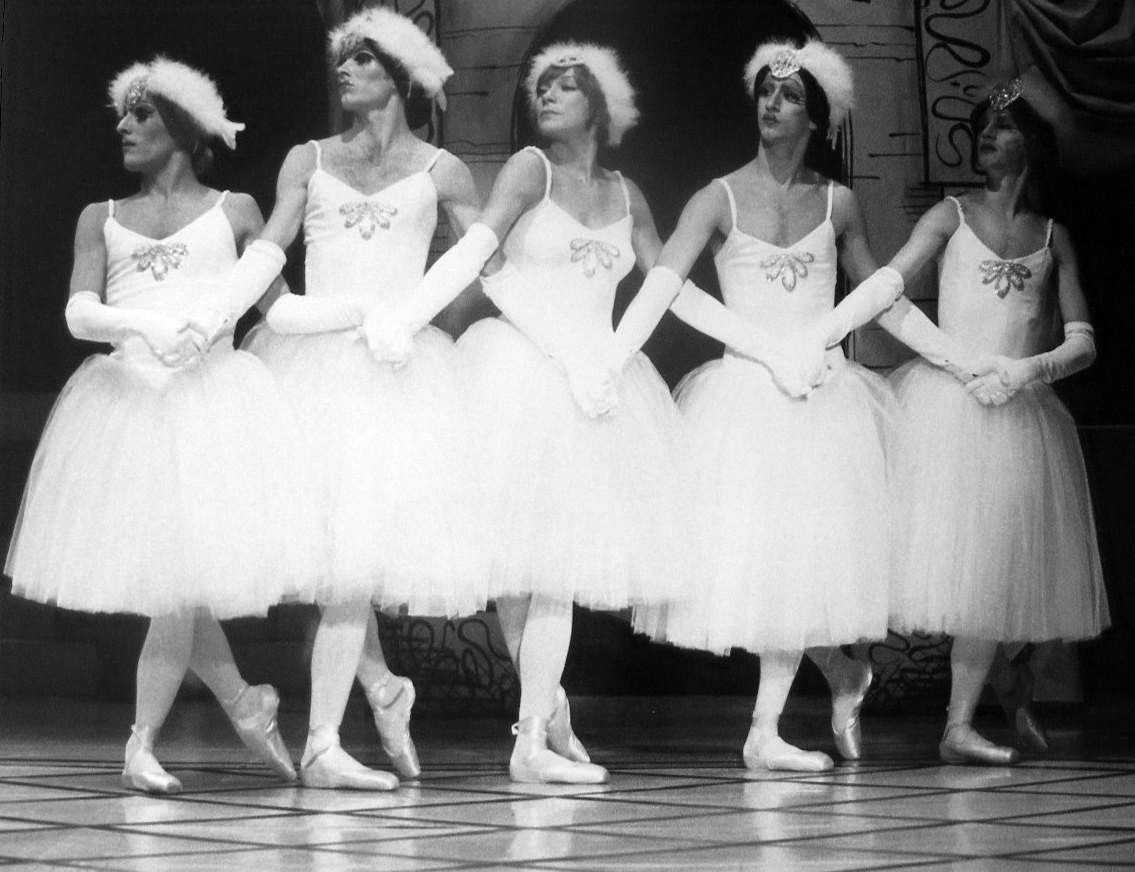
Shirley MacLaine (Mitte) mit Tänzern der Ballets Trockadero de Monte Carlo in einer Fernsehshow, 1977

Les Ballets Trockadero de Monte Carlo ist eine New Yorker Ballettkompanie. Durch ihre parodistischen Interpretationen berühmter klassischer Ballettstücke auf hohem tänzerischen Niveau erlangte sie internationale Reputation. Die Kompanie besteht ausschließlich aus Männern.

## Geschichte
Die Kompanie, die auch kurz Les Trocks oder The Trocks genannt wird, ist nicht, wie der Name vermuten lässt, im Fürstentum Monaco, sondern in New York beheimatet. Ihre Anfänge reichen bis in die 1960er Jahre zurück. Im Zuge der aufkommenden US-amerikanischen Lesben- und Schwulenbewegung debütierten sie als mitternächtliches Off-off-Broadway-Tanztheater in Lofts. In dieser Anfangszeit bestand die Kompanie aus Amateuren mit Bewegungstalent und aus nicht professionellen Tänzern. Mit ihren burlesken Darbietungen wurden sie in der boomenden New Yorker Tanzszene der beginnenden 1970er Jahre rasch populär. Sie wurden ab 1974 zu Auftritten in renommierten und etablierten Theatern eingeladen; traten in der Brooklyn Academie of Music, im Palace Theatre in New York und in der Zellerbach Hall in Berkeley auf. Durch Artikel in verschiedenen Zeitschriften und Zeitschriften, beispielsweise Variety und Daily Telegraph, sowie durch eine Fotoreportage von Richard Avedon in Vogue wurden die Trocks international bekannt.
In den Jahren 1975 und 1976 professionalisierte sich die Truppe, engagierte professionelle Ballettmeisterinnen, Manager und Tänzer und ging auf Tournee durch die USA und Kanada. Es folgten Auftritte auf der internationalen Bühne, beispielsweise in Bodrum, den Niederlanden, Madrid, Spoleto, Turin, London, Wien, Melbourne und sogar am Bolschoi-Theater in Moskau. Auch in diversen Fernsehsendungen in den USA und weltweit waren sie zu sehen, beispielsweise in der Dick Cavett Show, in What’s My Line?, Real People und On-Stage America, sowie in Sendungen der BBC und des japanischen Fernsehens. Im April 2009 traten sie im Pariser Théâtre du Châtelet auf.
Die Kompanie war und ist eng mit der Schwulenbewegung verbunden. Die meisten ihrer Tänzer sind schwul. Die AIDS-Epidemie in den 1980er und 1990er Jahren forderte auch unter den Tänzern ihre Opfer. Eine Seite im Internetauftritt der Kompanie erinnert an die Toten.

## Programm und Künstler
Die Trocks erinnern humorvoll an das glanzvolle russische Ballett unter Sergei Djagilew, das in den Jahren nach 1910 in Monte Carlo seine Auftritte feierte. Die Künstlernamen der Tänzer sind pseudorussische Wortschöpfungen. Zu den Stars der Truppe zählten Irina Kolesterolikova, Swetlana Lofatkina und Juri Smirnov. Die Frauenrollen werden in klassischem Ballerina-Kostüm mit Tutu getanzt.
Zum Repertoire zählen bekannte klassische Ballettstücke wie der Schwanensee von Pjotr Iljitsch Tschaikowski und Giselle von Adolphe Adam. In der Interpretation der Trocks gehören allerdings Parodien und Slapstick-Einlagen unweigerlich dazu, beispielsweise übertrieben pathetische Gebärden, Rutschpartien auf der Bühne, Griffe und Fußtritte an den Hintern oder das Loslassen des Partners in voller Drehung, so dass dieser schwungvoll in den Kulissen landet. Insgesamt zählen rund 40 Stücke zum Repertoire, darunter auch moderne Choreografien, beispielsweise von Martha Graham und Pina Bausch. Für den Auftritt in Paris 2009 wurde eine Parodie einer Choreografie von Merce Cunningham des Stückes Patterns in Space von John Cage ins Programm aufgenommen.
Der Leiter der Kompanie, Tory Dobrin, bezeichnet das Programm ohne Umschweife als politisch: „Jedes Mal, wenn Sie jemanden die Kleidung des anderen Geschlechts tragen lassen, wird es politisch. Die Leute sehen sich genötigt, die Geschlechterfrage mit neuem Blick zu betrachten, ohne vorgefasste Idee oder Stereotyp.“ Dobrin betont jedoch, dass es sich nicht um eine schwule Show für ein schwules Publikum handle. Im Vordergrund stehe die Tanzkunst: „Hochklassiger Tanz, Komödie, interessante Stücke, herrliche Kostüme, gute Musik und sichere, reife Tänzer, das macht die Qualität der Truppe aus.“

## DVD-Aufnahmen
- Les Ballets Trockadero, Vol. 1, Harmonia Mundi, Edition Bel Air
- Les Ballets Trockadero, Vol. 2, Harmonia Mundi, Edition Bel Air